# Chlorurus bleekeri
Chlorurus bleekeri és una espècie de peix de la família dels escàrids i de l'ordre dels perciformes.

## Morfologia
Els mascles poden assolir els 49 cm de longitud total.

## Distribució geogràfica
Es troba des de les Illes Moluques (Indonèsia) fins a les Illes Marshall, la Gran Barrera de Corall i Vanuatu.